# Хари С. Труман
Хари С. Труман (на английски: Harry S. Truman) е 34-тият вицепрезидент на САЩ (1945) и 33-тият президент на САЩ (1945–53), и встъпва в длъжност след смъртта на Франклин Д. Рузвелт.
Управлението на Труман е изпълнено със значими събития – използването на атомната бомба, краят на Втората световна война, започването на Студената война (Доктрина „Труман“), Планът Маршал за възстановяване на Европа, десегрегацията на въоръжените сили, създаването на ООН, вторият период на „Червената заплаха“ и Корейската война. Труман е народен и непретенциозен президент, популяризирал фразите „Пулът спира тук.“ („The buck stops here“), свързана с покера и означаваща „дотук с прехвърлянето на отговорност“, както и „Ако не издържаш на топлината, не стой в кухнята“. Той надхвърля ниските очаквания, които мнозина са имали към него в началото на мандата и си създава репутация на силен и способен лидер. Издал заповед за ядрената бомбардировка над Хирошима, заради което получил прозвището „Атомният“.

## Произход и младежки години (1884 – 1922)
Роден е на 8 май 1884 г. в Ламар, Мисури, САЩ, най-възрастният син в семейството на Джон Андерсън Труман и Марта Елън Йънг Труман. Когато е на 6 години, родителите му се местят в Индипендънс, Мисури, където Труман прекарва голяма част от младините си. След като завършва училище през 1901 г., Труман работи на серия от духовнически длъжности, преди да реши да стане фермер през 1906 г., дейност, с която се занимава в следващите десет години. Той е последният президент, който не е завършил колеж, въпреки че изучава две години право в Канзас.
С началото на американското участие в Първата световна война Труман се включва в Националната гвардия, назначен е за офицер и командва полк във Франция, който се представя много добре пред противниковия огън. По-късно е повишен в чин лейтенант и винаги се гордее със своето военно минало.
След войната се връща в Индипендънс и се жени за дългогодишната си любов Бес Уолъс на 28 юни 1919 г., с която имат една дъщеря. Със свой приятел от военните години Труман открива магазин за облекла, който през първите години е много успешен, но през 1922 г. банкрутира. Той обвинява за това икономическата политика на републиканците и е фактор, който допринася за това да стане демократ. Труман работи години след това, за да изплати дълговете си.

## Политическа кариера (1922 – 1945)
През 1922 г. с помощта на политическата машина на демократическата партия в Канзас, ръководена от Том Пендергаст, Труман е избран за съдия в районния съд на Джаксън Каунти, Мисури – административна, а не юридическа позиция. Въпреки че губи при опита си за спечелването на втори мандат през 1924 г., той си връща длъжността през 1926 и е избран отново през 1930 г. Труман изпълнява задълженията си прилежно и си спечелва одобрението след прокарването на няколко политически проекта.
През 1924 г. е увещан от своя приятел Едгар Хинди да даде десет долара за членство в Ку-клукс-клан с аргумента, че това е „добра политическа стъпка“. В резултат на сложните политически събития Труман окончателно се превръща в противник на клана. Ненавистта на клана към него нараства още повече по време на управлението му като президент, което е белязано с първото значително подобряване на отношението на федералното правителство към гражданските права, достигнали най-ниската си точка при Удроу Уилсън. Другият парадокс е, че Труман е отразявал понякога в дневника си негативни чувства към евреите, но е имал за търговски партньор евреин и е основната движеща сила за създаването на държавата Израел.
През изборите от 1934 г. политическата машина на Пендергаст го избира да се кандидатира за свободното сенатско място на Мисури и той прави това като поддръжник на Новия курс на Франклин Рузвелт (известен като ФДР). Веднъж избран, той подкрепя президента по повечето въпроси, става популярен член на Сената и дори веднъж е избран за „най-добре облечения сенатор“. Най-важното е, че успява да преодолее обвързването си с политическата машина на Пендергаст.
Макар че винаги е проявявал интерес към външната политика, Труман печели национална популярност през втория си мандат като сенатор със създаването на комисии, които разкриват изключително големи злоупотреби, корупция и безсмислени харчове в армията. Поддръжката му за разумни и спестяващи средства мерки за армията му печели широко уважение и го прави добър избор за кандидат за вицепрезидент на САЩ през изборите на 1944 г., а смъртта на Рузвелт на 12 април 1945 г. го поставя в президентския кабинет.
Популярна история разказва, че когато Труман е извикан на 12 април в Белия дом, първата дама Елеонор Рузвелт му съобщава за смъртта на ФДР. Той я пита дали има нещо, което може да направи за нея, на което Елинор отговаря: „Има ли нещо, което аз мога да направя за вас? Пред вас сега ще има само проблеми“.

## Президентство (1945 – 1953)
Когато Труман влиза в офиса, първоначално е зает преди всичко с въпроси от външната политика: конференцията на Съюзниците в Потсдам, слагаща края на войната в Европа; след това през август с решението за използването на атомната бомба над Хирошима и Нагасаки в Япония. Труман е един от малкото президенти, които изкарват почти цял мандат без вицепрезидент, чак през втория му мандат 1949 – 1953 г. този пост е зает.
Осъзнавайки, че интересите на Съветския съюз не съвпадат с тези на Америка при липсата на общ враг, администрацията на Труман предприема изключително твърда политика срещу руснаците. Това, че Труман ще предприеме антируски курс, е било ясно още преди края на Втората световна война. На 23 юни 1941 г., ден след като Нацистка Германия напада Съветския съюз, Труман, който тогава е сенатор, казва:
| „                               | Ако видим, че Германия побеждава, ние ще помогнем на Русия, ако Русия почне да печели, ще помогнем на Германия, така ще им дадем възможността да избият колкото се може повече от армиите си, въпреки това не искам да видя Хитлер като победител при никакви условия. Никой от тях не вярва и на една дума от това, което казва. | “ |
| (Ню Йорк Таймс, 24 юни 1941 г.) | |   |

Въпреки всичко Труман е последовател на интернационализма на Удроу Уилсън и първоначално подкрепя силно създаването на ООН и включва бившата първа дама Елинор Рузвелт в делегацията за първото Общо събрание на ООН, като така задоволява желанието на обществото за мир след дългите години война. Въпреки че някои хора не вярват в уменията на Труман относно външната политика, той успява да спечели широка подкрепа за Плана Маршал, който е предложен на страните от Източна Европа и Съветския съюз, а след това получава и поддръжката за Доктрината Труман, която има за цел сдържането на Съветите в Европа. За да получи финансиране от Конгреса, Труман използва идеологическия аргумент, че комунистите не трябва да получават от фондовете, макар че едва ли е вярвал в това, понеже предлага Плана Маршал и на Съветите, а посланикът на САЩ Джордж Кенън пише дълго послание от Москва, познато като „Дългата телеграма“, в която обяснява как руската политика няма нищо общо с експанзията на комунизма, а с традиционния страх на руснаците от нападение.
Продължилата много години хегемония на демократите в Конгреса и на президентския пост, умората на избирателите води до спечелване на мнозинство от републиканците в изборите през 1948 г., които успяват да отнемат 55 места в Камарата на представителите и няколко в Сената. Труман се бори през 1947 и 1948 г. да предотврати каквото и да било намаление на данъците. Малко свиване на данъчните ставки е направено, въпреки неговото вето през 1950 г., но това е за кратък период, с избухването на Корейската война данъците са повишени отново.
Като подготовка за наближаващите избори през 1948 г. Труман дава ясно да се разбере, че е демократ от традицията на Новият курс и се застъпва за всеобща здравна застраховка. Макар и да е очаквано от всички, че той ще загуби, Труман води яростна кампания и успява да нанесе едно от най-неочакваните поражения на фаворита Томас Дюй и така печели свой собствен мандат.
Малко след встъпването в длъжност на Труман той представя програмата си за управление, получила името „Честна сделка“, пред Конгреса, но тя не е приета радушно и само един от предложените важни закони влиза в сила. Няколко месеца по-късно вниманието на нацията е приковано отново от външната политика с „падането на Китай“ в ръцете на комунистите на Мао Дзъдун. Това събитие е с огромно значение, защото според някои дава доказателство за невъзможността на демократите да се справят с реалностите на Студената война. Година след срива на националистически Китай, Алгер Хис е обвинен, че е комунистически агент, избухва война между Северна и Южна Корея и сенатора Джоузеф Макарти публично обвинява Държавния департамент, че е изпълнен с комунисти. Делото на Хис сериозно наврежда на Белия дом и инициативите на сенатор Макарти първоначално печелят широка подкрепа. Събитията в страната изглеждат незначителни в сравнение с действията на Дъглас Макартър, които пленяват въображението на нацията. След намесата на Китай в конфликта през ранния ноември на 1950 г., Макартър настоява пред президента за пренасянето на конфликта на китайска територия, с което Труман не се съгласява. Генералът публично оповестява своите виждания, което води и до освобождаването му от поста.
През юни 1950 г. Труман дава нареждане на 7-и флот на САЩ, находящ се в пролива Формоза, да направи всичко възможно да се предотврати конфликт между Република Корея и Народнодемократична Република Корея. Труман прави следното изявление:
| „ | Атаката срещу Корея поставя извън всякакви съмнения, че комунизмът вече не се задоволява само с подривни действия за завладяване на независими нации, но ще използва въоръжена сила и война. Нарушени са разпорежданията на Съвета за сигурност на ООН, издадени с цел да се осигури международния мир и сигурност. При тези обстоятелства окупацията на Формоза от комунистическите сили би била директна заплаха за сигурността в Тихия океан и силите на САЩ извършват своите законни и необходими функции. Следователно наредих на 7-и флот да предотврати всяка атака срещу Формоза. Като последица от тези действия призовавам китайското правителство на Формоза да спре всякакви комуникации по вода или по въздух с континента. 7-и флот ще следи дали това се изпълнява. Решението за бъдещия статус на Формоза ще трябва да изчака възстановяването на сигурността в Пацифика, мирно споразумение с Япония или решение на Обединените нации. | “ |

Разправията между Труман и Макартър е изключително непопулярно събитие, което сериозно уврежда вярата на американските граждани в него. Спадът на популярността му става още по-дълбок, когато се вижда, че военните действия в Корея са попаднали в безизходица. Осъзнавайки, че шансовете му за нов мандат са изчезнали, след като губи първичните избори от Естес Кефор, Труман изтегля кандидатурата си за изборите през 1952 г. След тяхното провеждане той обявява на 7 януари 1953 г. създаването на водородната бомба.
За разлика от другите президенти, Труман живее много малко в Белия дом. Анализът на сградата в началото на мандата му показва, че тя е застрашена от срутване, отчасти заради проблеми със стените и основите, вследствие от изгарянето на сградата от британците по време на войната от 1812 г. Белият дом систематично е разрушаван и изграждан наново – проект, който добавя „Балконът на Труман“ към извитата галерия от колони. Труман е преместен в Белър Хаус наблизо, която се превръща в неговия „Бял дом“. На 1 ноември 1950 г. пуерториканските националисти Гризелио Торесола и Оскар Колазо правият опит за покушение срещу президента. В отговор Труман позволява провеждането на свободно допитване в Пуерто Рико, което да покаже желанието на хората за характера на отношенията на държавата им със САЩ.

### Израел
Труман, който е поддръжник на ционисткото движение още от 1939 г., е основна фигура в създаването на еврейска държава в Палестина. През 1946 г. англо-американския комитет за проучване препоръчва постепенното създаване на две държави в Палестина, в които да няма нито арабска, нито еврейска доминация. Оказва се, че има твърде малко обществена подкрепа за изграждането на две държави. Великобритания е под натиск за бързо изтегляне от Палестина поради въоръжените атаки на ционистките групи. По искане на британците специален комитет към ООН препоръчва незабавно разделяне на Палестина на две държави, предложение, което Труман подкрепя и което е одобрено от Общото събрание на ООН през 1947 г. Британците обявяват, че те ще напуснат тези територии до 15 май 1948 г. и Съветът на арабската лига придвижва войски към границите на Палестина. Има значително несъгласие между Труман и Държавния департамент за това как да се третира ситуацията, а междувременно напрежението между САЩ и СССР нараства. Накрая Труман, сред много противоречия, вкъщи и чужбина, признава Израел за държава, 11 минути след като тя се е провъзгласила за такава.

### Граждански права
След дългия застой след Възстановяването, администрацията на Труман е първата, която предприема стъпки в областта на гражданските права. Особено бруталното линчуване на двама черни младежи и две чернокожи девойки през 1946 г. в Джорджия е важно събитие, което фокусира вниманието върху гражданските права и е един от поводите за издадения през 1947 г. доклад с името „Да осигурим тези права“, в който се настоява, сред другите реформи в тази област, линчуването да се направи федерално престъпление.
През 1948 г. Труман изпраща на Конгреса плана за реформи в областта на гражданските права и предлага създаването на няколко федерални служби, които да се занимават с такива въпроси като правото на глас, честното наемане на работа и др. Това води до буря от негодувание сред демократите от Юга в навечерието на националния конвент, но Труман отказва да отстъпи и да направи компромиси, като заявява „Моите предшественици са конфедералисти … но стомахът ми си обръща, когато научавам, че негър войник, тъкмо завърнал се отвъд океана, е изхвърлен от военния камион и бит.“ През същата година той издава Изпълнителна заповед 9981 за расова интеграция в армията на САЩ.

## След президентството (1953 – 1972)
През 1951 г. е приета 22-рата поправка, която не дава възможност на президентите да се кандидатират за трети мандат или за втори, ако са служили повече от две години от мандата на предшественика им. Поправката не се отнася за Труман, тъй като той е президент, когато тя е приета. Той изтегля кандидатурата си за изборите през 1952 г., след като губи първичните избори в Ню Хампшър от Естес Кефор. Труман винаги е споделял в частни разговори, че няма да се кандидатира за президент през 1952 г. Без ясно изразен фаворит и без ясно изявление от страна на Труман, че няма да участва в изборите, името му е поставено в лисата за първичните избори в щата (в Ню Хампшър всяко лице, което желае, може да иска поставянето на кандидат в листите и без съгласието на това лице). През май 1952 г. Труман обявява, че няма да търси нов мандат и натискът върху губернатора Адлай Стивънсън да се кандидатира за президент нараства.
Труман прекарва по-голямата част от годините след президентството си в изнасяне на речи и писане на мемоари. Неговият предшественик Франклин Делано Рузвелт е създал собствена библиотека, но законът, който позволява това на бившите президенти, все още не е приет. Труман използва частни дарения, за да създаде собствена библиотека, практика, която ще следват всички негови наследници.
Бившите членове на Конгреса и бившите членове на федералните съдилища получават пенсионно осигуряване, и именно президентът Труман настоява всички останали държавни служители да получават подобна привилегия. Труман решава, че не иска да получава пари от договори с корпорации, което отразява неговото виждане, че възползване от подобни предложения ще доведе до подкопаване на доверието в президентската институцията. Все пак трябва да се отбележи, че получава аванс за хонорарите си в размер на 600 000 долара.
През 1956 г. Труман предприема пътешествие с жена си в Европа и е всеобща сензация. В Британия получава почетна диплома по гражданско право от Оксфордския университет. Среща се със своя приятел Уинстън Чърчил за последен път и на връщане към САЩ дава пълната си подкрепа за Адлай Стивънсън за кандидатурата му за Белия дом, въпреки че първоначално подкрепя Аврил Хариман.
След навършването му на осемдесет години, Труман е честван и е помолен да произнесе реч пред Сената на САЩ. Напредналата му възраст си оказва влияние, емоционално не издържа и не успява да произнесе обръщението. След падане в банята през 1964 г. той остава частично неподвижен и не може да посещава редовно библиотеката си. На 5 декември 1972 г. е приет в болница в Канзас Сити със задръстване на белия дроб и умира на 26 декември на 88-годишна възраст. Погребан е в Библиотеката на Труман.
Когато Виетнам и Уотъргейт разтърсват нацията, репутацията на Труман постоянно расте, дори групата Чикаго пише песен за бившия президент.

## Среден инициал на Труман
Труман няма средно име, а само среден инициал. Често срещана практика в южните щати, включително и в Мисури, е да се използват инициали, а не имена. Труман казва, че инициалът е компромис между имената на дядовците му – Андерсън Шипи (Shippe) Труман и Соломон Юнг. Веднъж се шегува, че „С“ е име, а не инициал и не трябва да има точка, но официалните документи и президентската му библиотека използват точка. Още повече че съществуват много варианти на подписа на президента от всеки период на живота му и използването на точка от самия него е очевидно.